# Hoplophthiracarus penicillatus
Hoplophthiracarus penicillatus är en kvalsterart som beskrevs av Wojciech Niedbała 2004. Hoplophthiracarus penicillatus ingår i släktet Hoplophthiracarus och familjen Phthiracaridae. Inga underarter finns listade i Catalogue of Life.